# Zweibach

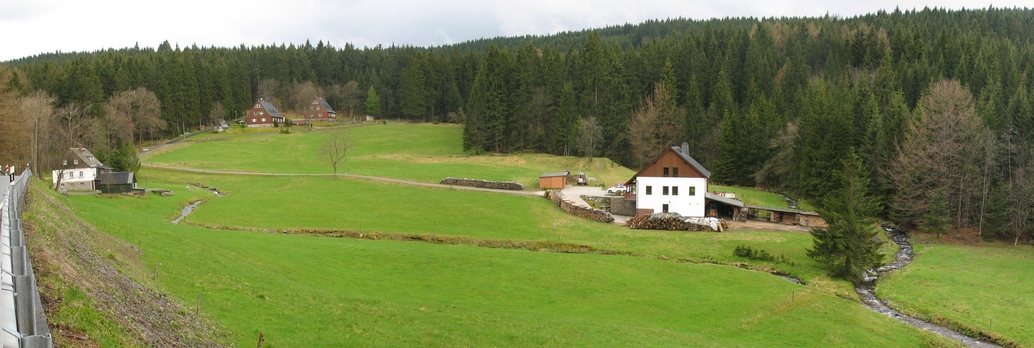
Links die ehemalige Waldschänke, im Hintergrund die beiden Zollhäuser, rechts ein Neubau an der Stelle der Holzschleiferei und der Zusammenfluss von Höllbach und Klingerbach zum Pöhlwasser

Zweibach ist eine zur Gemeinde Breitenbrunn/Erzgeb. im sächsischen Erzgebirge gehörige Häusergruppe.
Der Name der kleinen Siedlung leitet sich von ihrer Lage am Zusammenfluss der zwei Bäche Klingerbach und Höllbach zum Pöhlwasser ab. Noch gegen Ende des 18. Jahrhunderts sind auf einer Karte etwas oberhalb des Ortes Pochwercke eingezeichnet, die aber bald eingegangen sein müssen. Sie gehörten zu der seit 1786 aktenkundigen Hoffnung Gottes Fundgrube (⊙) im Irmischgehau am Kaffenberg. Die eigentliche Gründung von Zweibach erfolgte 1867, als zwei Brüdern namens Kaufmann zwei unbewachsene Waldbodenflächen durch das Oberwiesenthaler Forstrevier verkauft wurden. Während das ehemalige Zechenhaus der benannten Fundgrube  aus forstwirtschaftlichen Erwägungen geschleift wurde, entstanden 1867 und 1869 die beiden Hauptgebäude, die noch Anfang des 20. Jahrhunderts Zweibach ausmachten: die ehemaligen Holzschleiferei Schneider und die Waldschänke, die als Restauration und Sommerfrische vom aufkommenden Tourismus im Erzgebirge profitierte. Die zwei Zollhäuser an der Straße nach Tellerhäuser wurden um 1930 errichtet.
Zweibach gehörte zunächst zu Tellerhäuser, das 1994 an Rittersgrün ging und gehört seit dessen Eingemeindung 2007 zur Gemeinde Breitenbrunn. Gemeinsam mit Tellerhäuser ist die Häusergruppe nach Rittersgrün gepfarrt.